# Ministre pour la Paix et le Désarmement du cabinet fantôme
Le ministre fantôme pour la Paix et le Désarmement est un membre de l'opposition officielle du Royaume-Uni. Ils traite des questions entourant l'Afrique du Nord, le Moyen-Orient, la Corée du Nord et la politique sur les armes nucléaires. Le titulaire est Fabian Hamilton. Le poste a été créé par Jeremy Corbyn et n'a pas d'équivalent au sein du gouvernement de Sa Majesté,.

## Ministres de l'ombre
| Nom          | Nom             | Nom | Mandat          | Mandat  | Parti politique | Leader de l'Opposition |
| ------------ | --------------- | --- | --------------- | ------- | --------------- | ---------------------- |
|              | Fabian Hamilton |     | 8 novembre 2016 | En Cour | Travailliste    | Jeremy Corbyn          |
| Keir Starmer | Fabian Hamilton |     | 8 novembre 2016 | En Cour | Travailliste    |                        |